# Hammer Col
Hammer Col är ett bergspass i Antarktis. Det ligger i Västantarktis. Chile gör anspråk på området. Hammer Col ligger 3 800 meter över havet.
Terrängen runt Hammer Col är bergig åt sydväst, men åt nordost är den kuperad. Trakten är obefolkad. Det finns inga samhällen i närheten. 